# Pseudothiopsella hirtellae
Pseudothiopsella hirtellae är en svampart som beskrevs av Petr. 1928. Pseudothiopsella hirtellae ingår i släktet Pseudothiopsella och familjen Phyllachoraceae.   Inga underarter finns listade i Catalogue of Life.